# فران مورنتي
فران مورنتي (بالإسبانية: Francisco Morante Martínez)‏ هو لاعب كرة قدم إسباني في مركز الدفاع، ولد في 28 يونيو 1992 في قرطبة في إسبانيا. لعب مع Córdoba CF B ‏.

## وصلات خارجية
- فران مورنتي على موقع قاعدة بيانات كرة القدم.إي يو (الإنجليزية)
- فران مورنتي على موقع Soccerway.com (الإنجليزية)
- فران مورنتي على موقع AS.com (الإسبانية)